# تيتانيس

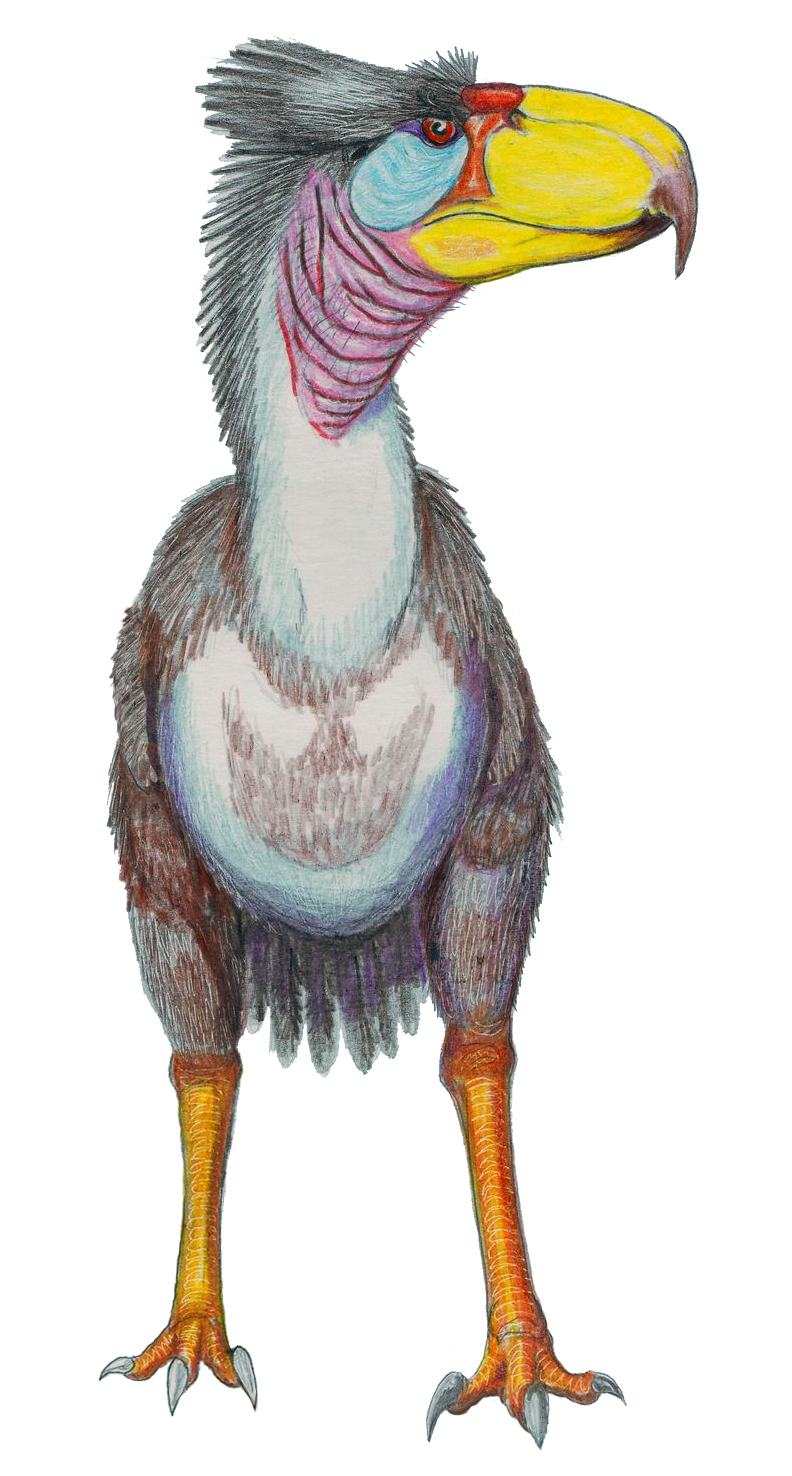
إعادة إنشاء

التيتانيس ووليري (بالإنجليزية:Titanis walleri) هو طائر كبير منقرض لا يطير آكل للحوم من عائلة طيور الرعب، استوطن أمريكا الشمالية خلال مرحلة بلانكان في فترة البليوسين، عاش خلال 4.9 - 1.8 مليون سنة مضت، وانقرض خلال الزمن الجيلاسي في باكر البليستوسين، تواجد لمدة 3.1 مليون سنة تقريباً، كان طوله يبلغ 2.5 متر ووزنه كان يقدر بـ 150 كيلوجرام.